# Kirana-I
Kirana-I fue el nombre en clave asignado a las 24 pruebas subcríticas realizadas por Pakistán entre 1983 y 1990. El Cuerpo de Ingenieros del Ejército de Pakistán dirigió la ingeniería civil de los sitios potenciales para las pruebas que se realizarían. La Comisión de Energía Atómica de Pakistán (PAEC) llevó a cabo varias pruebas de viabilidad de diseños de armas; todas las pruebas fueron pruebas subcríticas y no produjeron ningún rendimiento.
La PAEC también llevó a cabo estudios adicionales sobre los efectos de la radiación de las explosiones nucleares. Los Laboratorios de Investigación Kahuta (KRL) también realizaron pruebas subcríticas de sus propios diseños de armas nucleares.
El programa de ensayos nucleares resultó crucial para el éxito del programa clandestino de bombas atómicas de Pakistán, que se mantuvo en secreto extremo. Las pruebas finalmente se hicieron públicas en el 2000 por el periódico político The Nation.

## Preparación de la prueba

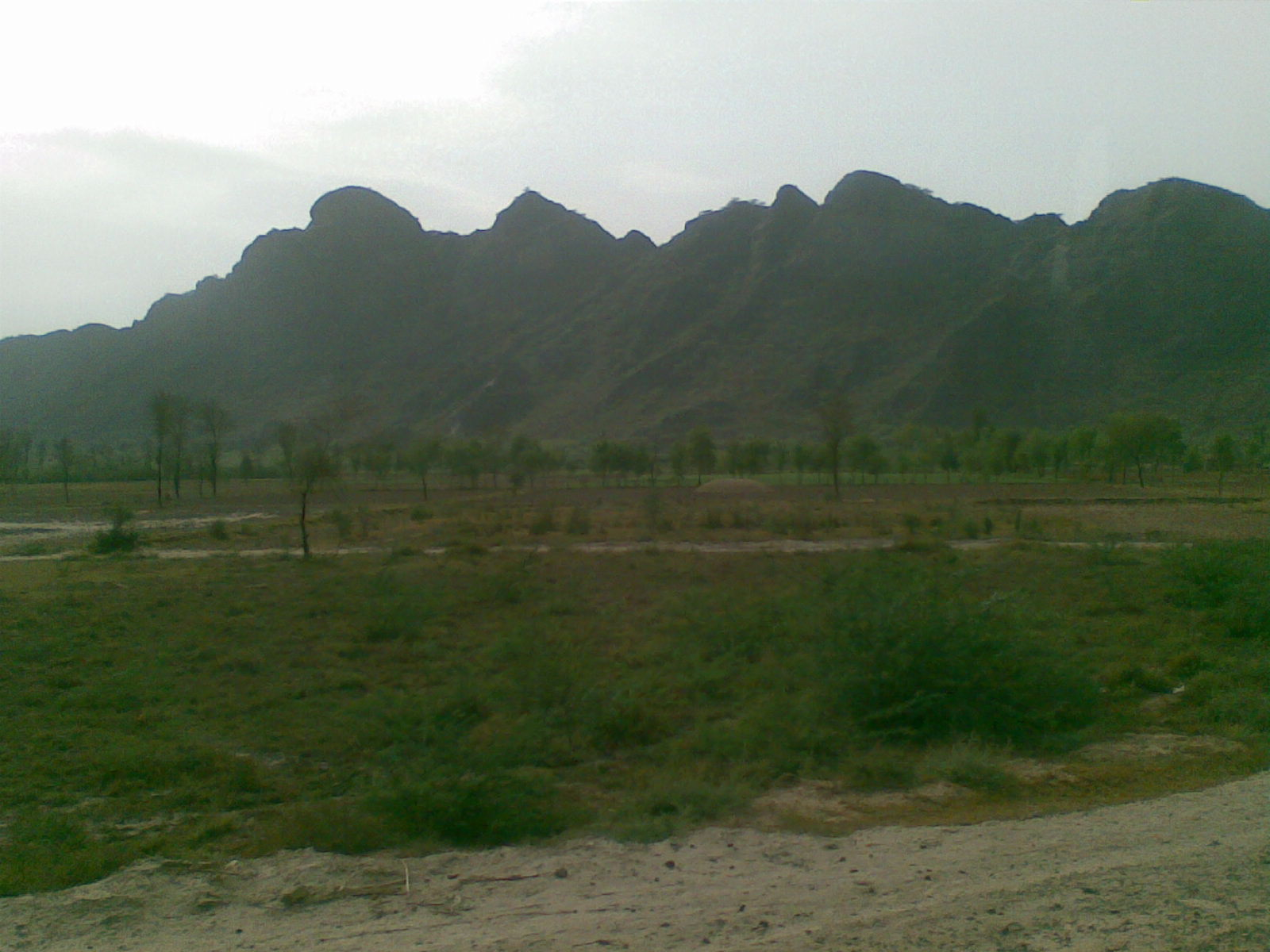
Kirana Hills vista desde un camino en Faisalabad, Sargodha.

El Cuerpo de Ingenieros del Ejército de Pakistán inició una amplia búsqueda de los posibles lugares para realizar la prueba en algún momento de 1979 a 1983. Varias reuniones coordinadas entre civiles y oficiales militares de la Comisión de Energía Atómica de Pakistán (PAEC) finalizaron los sitios potenciales, y la construcción comenzó en 1979. El trabajo se completó en 1983 en Chagai y Kirana, después de informarse que los túneles y los laboratorios de pruebas habían sido perforados.
Las "Obras de Desarrollo Especial" (SDW), una unidad especial de ingeniería de científicos militares e ingenieros militares de Pakistán, fueron contratados por el brigadier Muhammad Sarfaraz en 1977. La responsabilidad de los sitios de prueba y la logística fueron supervisadas por la SDW como parte de su papel en el programa atómico.
El ejército paquistaní diseñó cuidadosamente los sitios de prueba y hacía tiempo que se había dado cuenta de la creciente sospecha de Estados Unidos sobre los programas nucleares militares secretos. Todo el trabajo se completó por la noche antes del amanecer y el área fue acordonada para los turistas. Esto se hizo para evitar que los satélites de monitoreo nuclear estadounidenses 'Vela' detectaran las pruebas, así como para evitar a la población civil en el área. Se enviaron equipos de ingenieros para abrir y limpiar los túneles para mantener alejados a los jabalíes que se encuentran en abundancia en la región de Sargodha. Después de que se completaron los preparativos y se limpiaron los túneles, el Grupo de Diagnóstico de la PAEC llegó con el líder del laboratorio,  Samar Mubarakmand, quien llegó con remolques equipados con supercomputadoras y equipos de diagnóstico instalados en las camionetas. Fueron seguidos por los científicos del Grupo Wah bajo la dirección de Zaman Shaikh y por la Dirección de Desarrollo Técnico (DTD) de la PAEC bajo el mando de Hafeez Qureshi, con el dispositivo nuclear en forma de subconjunto. El dispositivo se colocó en los laboratorios de pruebas de armas y se instalaron sistemas de monitoreo con alrededor de 20 cables que conectan varias partes del dispositivo con osciladores en camionetas de diagnóstico estacionadas cerca de Kirana Hills.
El dispositivo se probó utilizando la técnica del botón pulsador en estilo vintage. La primera prueba fue para ver si el mecanismo de activación creaba los neutrones necesarios que iniciarían una reacción nuclear en cadena en el dispositivo real. Sin embargo, cuando se presionó el botón, la mayoría de los cables que conectaban el dispositivo a los osciladores se cortaron debido a errores cometidos en la preparación de éstos. Al principio, se pensó que el dispositivo había funcionado mal, pero un examen más detenido de dos de los osciladores confirmó que los neutrones habían salido y se había producido una reacción en cadena.

### Equipos de prueba
La Comisión de Energía Atómica de Pakistán realizó una serie de 24 pruebas diferentes. Esta operación secreta de pruebas nucleares fue denominada Kirana-I por el Dr. Ishfaq Ahmad, físico nuclear, director de laboratorios y miembro técnico de la PAEC. Otros equipos y personal de desarrollo de pruebas de la PAEC incluyeron a Hafeez Qureshi, director de la Dirección de Desarrollo Técnico;  Zaman Sheikh, director del Grupo de Científicos Wah  (WGS); Naeem Ahmad Khan, director de la División de Aplicaciones de Radiación e Isótopos (RIAD); Riazuddin, director del Grupo de Física Teórica (TPG); y Samar Mubarakmand, director del Grupo de Diagnóstico .
Como resultado, entre 1983 y 1990, el Grupo Wah y la DTD de la PAEC llevaron a cabo más de 24 pruebas del dispositivo nuclear en Kirana Hills con la ayuda de equipos de diagnóstico móviles. Estas pruebas se llevaron a cabo en 24 túneles de entre 9 y 46 metros de largo que se perforaron dentro de Kirana Hills.[cita requerida]
El explosivo HMX se utilizó para activar el dispositivo, que fue probado por la DTD, dirigida por Hafeez Qureshi, un ingeniero mecánico. La exitosa prueba nuclear fue supervisada por Ishfaq Ahmad y presenciada por altos funcionarios clave, incluido el presidente de PAEC, Munir Ahmad Khan; el General Khalid Mahmud Arif, Jefe del Estado Mayor del Ejército; y Ghulam Ishaq Khan, entonces Presidente del Senado.

## Resultados y consecuencias
La prueba de 1983 por la PAEC fue un paso importante en el programa de armas nucleares de Pakistán. Sin embargo, eso no significaba que la PAEC hubiera producido la bomba nuclear de Pakistán. Como señala Houston Wood, profesor de ingeniería mecánica y aeroespacial de la Universidad de Virginia, Charlottesville, EE. UU., en su artículo sobre centrifugadoras de gas, "El paso más difícil en la construcción de un arma nuclear es la producción de material fisionable", pero la PAEC no había producido ningún material fisionable en ese año. Por lo tanto, la PAEC aún no había dado el paso más difícil en la construcción de un arma nuclear.
La necesidad de mejorar y perfeccionar el diseño del primer dispositivo nuclear requirió pruebas constantes. Se realizaron 24 pruebas diferentes entre 1983 y 1990 con la ayuda de equipos de diagnóstico móviles. Estas pruebas se llevaron a cabo en 24 laboratorios de prueba de armas designados de eje horizontal que medían 30.5 a 45.7 metros de longitud, los cuales se perforaron dentro de Kirana Hills.
Los satélites Vela de Estados Unidos comenzaron a monitorear la región, lo que llevó al programa de pruebas a trasladarse a Kala Chitta Range. Los sitios de prueba fueron abandonados y el gobierno paquistaní abrió la región al turismo público en 1990. Ésta también tenía una estación de radar para monitorear el espacio aéreo de Pakistán.

## Desarrollo y equipos de prueba

### Comisión de Energía Atómica de Pakistán
- Munir Ahmad Khan, Presidente de la Comisión de Energía Atómica de Pakistán (PAEC)
- Ishfaq Ahmad - Director Técnico de la PAEC.
- Samar Mubarakmand - director general del Grupo de Diagnóstico de la PAEC (DG)
- Hafeez Qureshi - director general de la Dirección de Desarrollo Técnico (DTD)
- Zaman Sheikh -Directorado General del Grupo Wah de la PAEC (WG).
- Naeem Ahmad Khan, director general de la División de Aplicaciones de Radiación e Isótopos (RIAD).
- Hameed Ahmed Khan, director general de la División de Física de la Radiación (RPD).
- Masud Ahmad - director general del Grupo de Física Teórica (TPG).

### Desarrollo de Obras Especiales
- General de División Michael John O'Brian, Fuerza Aérea de Pakistán - director general de Desarrollo de Obras Especiales
- General de Brigada Muhammad Sarfaraz, Ejército de Pakistán - Director Adjunto de Desarrollo de Obras Especiales

### Observadores del Gobierno
- General Khalid Mahmud Arif, Ejército de Pakistán - Vicejefe de Estado Mayor del Ejército
- Ghulam Ishaq Khan, (SP) - Presidente del Senado de Pakistán
- Vicealmirante Iftikhar Ahmed Sirohey, Armada de Pakistán - Subdivisión de Ingeniería de Armas Navales de la Dirección General (WEB).